# Gričkanonen

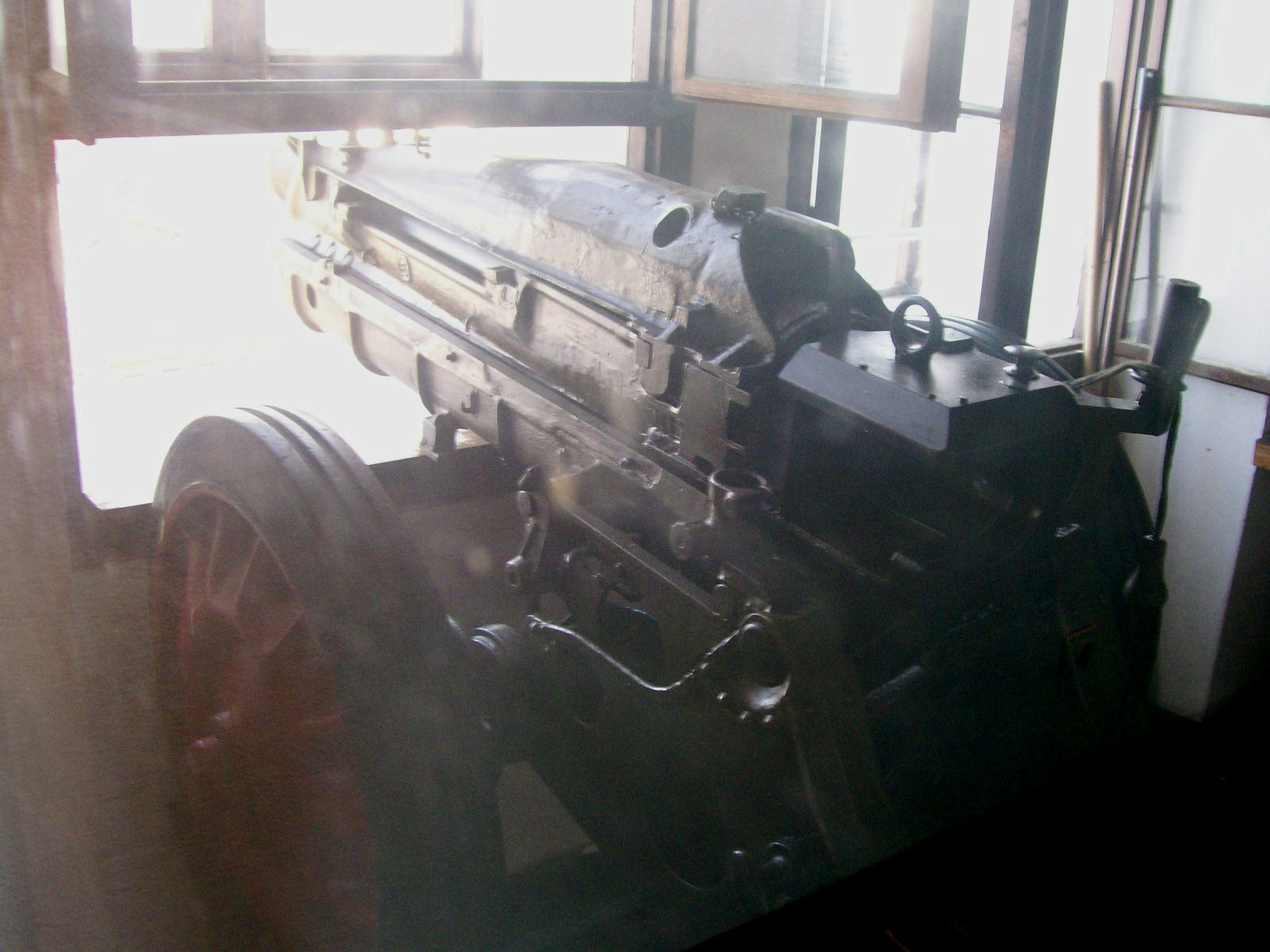
Nuvarande Gričkanonen år 2008.

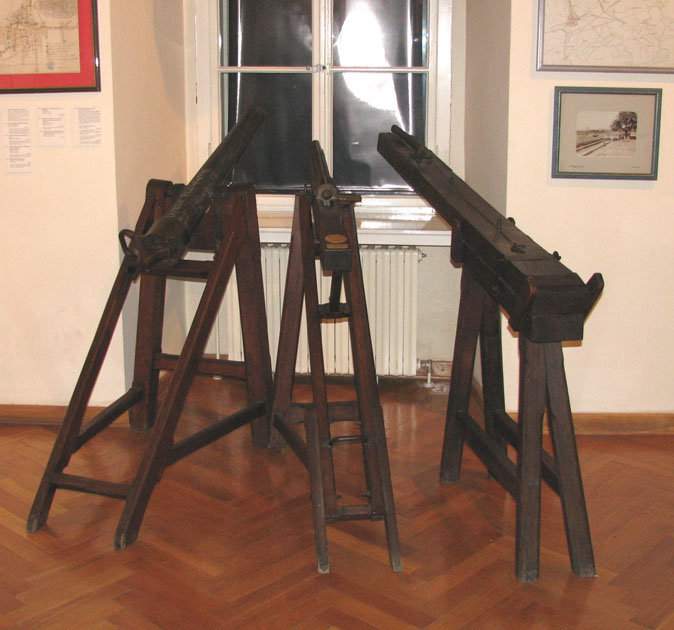
Tidigare Gričkanoner (från år 1876, 1927, 1928) i Zagrebs stadsmuseum.

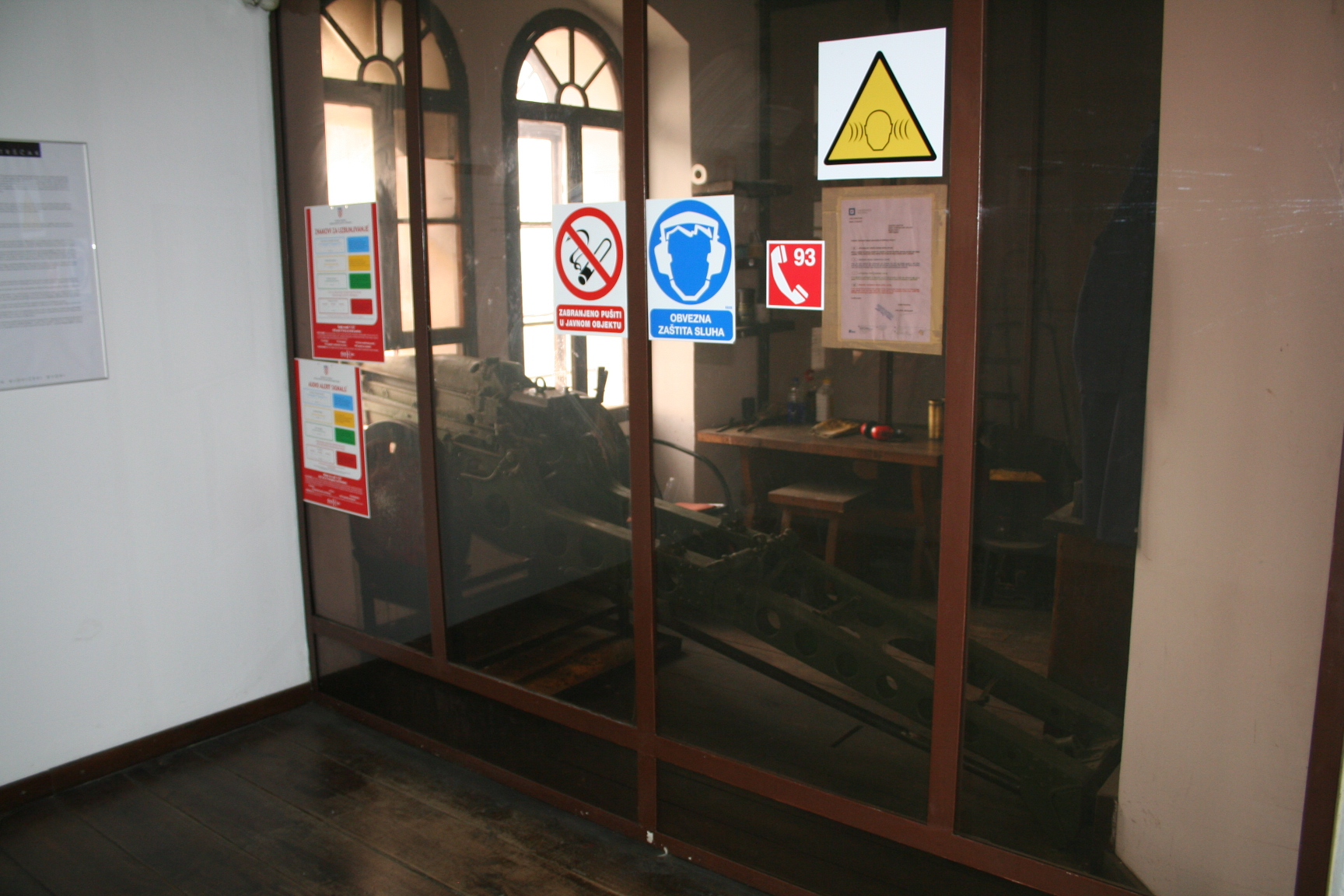
Gričkanonen och det skyddade utrymme den står i år 2014.

Gričkanonen (kroatiska: Grički top) är en kanon i Zagreb i Kroatien. Den är belägen på Lotrščaktornets fjärde våning. Sedan den 1 januari 1877 avfyras en kanonsalut varje dag vid klockan tolv från Gričkanonen. Sedvänjan är en turistattraktion och anses allmänt vara en av Zagrebs kulturella kännetecken.

## Historik
Sedvänjan att avfyra en kanon föreslogs ursprungligen av Đuro Deželić (1838–1907) som var författare och medlem av stadsfullmäktige i dåvarande österrikisk-ungerska Zagreb. Syftet var att tala om tiden och ge stadens klockringare en signal så att de synkroniserat kunde börja ringa i kyrkklockorna. Ursprungligen avfyrades kanonen från Hydrometeorologiska institutets byggnad i Zagreb men kanonen flyttades senare till Lotrščaktornet. Den har med avbrott för åren 1914–1927 avfyrats kontinuerligt sedan år 1877.
I samband med första världskrigets utbrott år 1914 avbröts sedvänjan tillfälligt. Delvis för att det ansågs vara ett omodernt sätt att tala om tiden men även för att spara krut. När den elektriskt styrda kyrkklockringningen övertog de tidigare klockringarnas arbetsuppgifter förlorade kanonen sitt ursprungliga syfte. Sedvänjans fortsatta bruk motiveras idag med tradition, historisk kontinuitet och sägnen om en kanonavfyring i slutet av 1500-talet (se sägnen om Gričkanonen nedan).

## Beskrivning
Den nuvarande Gričkanonen är det femte i ordningen sedan år 1877. Det är en haubits av årgång 1943 och väger 600 kilogram. Den skänktes till Zagrebs stad i samband med Sommaruniversiaden år 1987. Kanonen har en kaliber på 66 millimeter och laddas med en kanonkula som väger ett kilogram och består av bomullskrut inlindat i vaxpapper. Den står i ett skyddat utrymme på fjärde våningen i Lotrščaktornet. Kanonsaluten avfyras från ett fönster på tornets södra sida (mot Nedre staden) och avger ett ljud som når upp i 140 decibel. Artilleristen bär en ljusblå uniform och hörselskydd vid avfyrningstillfället. Vid lugna dagar hörs knallen ända till Novi Zagreb söder om floden Sava. Till och med år 2017 hade fem personer innehaft tjänsten som artillerist.

## Sägnen om Gričkanonen
Det finns flera men liknande varianter av en sägen om Gričkanonen. Bakgrunden till traditionen att avfyra en kanon påstås härstamma från en händelse som utspelade sig i slutet av 1500-talet då Osmanska riket expanderade i sydöstra Europa. I sägnen blandas sanning med fiktion men alla historier bygger på samma sak – att Zagreb-borna besegrade osmanerna genom att avfyra en kanonkula mot den osmanska armén. 
I slutet av 1500-talet hade den osmanska armén under ledning av den bosniske paschan och bejlerbejen Hasan Predojević (turkiska: Telli Hasan Pasha), sultanens ställföreträdare i den osmanska vilâyeten Bosnien, intagit Bihać. Hans armé ryckte därefter fram och intog det habsburgska Sisak söder om Zagreb. I slaget om Sisak den 22 juni 1593 besegrades osmanerna av den habsburgska armén som till största del bestod av manskap från Inre Österrike och den kroatiska provinsen. 
Enligt sägnen om Gričkanonen hade Gradecs invånare varit bekymrade över utvecklingen. Efter att Sisak-området söder om nuvarande Zagreb hade intagits av osmanerna kunde de se byar på andra sidan floden Sava som stod i brand. För varje dag som gick förde de allt mer vapen till staden för att förbereda sig för en eventuell osmansk attack. Den osmanske härföraren Hasan Predojević var å andra sidan  lugn. Ur hans synvinkel låg fältet öppet för vidare avancemang norrut och Gradec betraktades inte som ett större hot. En dag när Hasan Predojević förlustade sig i sitt tält passade Gradec-borna på att föra in en kanon i staden. Kanonen hade tillverkats i Wien och fördes direkt till Lotrščaktornet. Därifrån lät de avfyra en kanonkula som träffade Hasan Predojevićs tält. Enligt vissa versioner av sägnen träffade kanonkulan ett fat med en kyckling som precis skulle serveras paschan. Förödelsen var enorm och det osmanska härlägret skadades svårt. Hur stor förödelsen var fick Gradec-borna först veta från tillfångatagna osmaner som vittnade om att den omskakade paschan och hans armé som ett resultat av attacken hade tagit till flykten. Gradec hade avvärjt det osmanska hotet och möjliggjort för habsburgarna att ta kontroll över området. Kanonkulan hade avfyrats vid middagstid och i åminnelse av denna händelse avfyrar Zagrebs stad en kanon klockan tolv varje dag.                